# Ratsgymnasium Rheda-Wiedenbrück
Das Ratsgymnasium Rheda-Wiedenbrück ist ein Gymnasium in Rheda-Wiedenbrück (Nordrhein-Westfalen). Es ist eines der ältesten Gymnasien der Region.

## Geschichte

### Gymnasium Marianum
Das Ratsgymnasium wurde am 17. November 1637 von den Bürgern der Stadt Wiedenbrück mit Zustimmung des Fürstbischofs von Osnabrück als Gymnasium Marianum als höhere Knabenschule gegründet. Die erste Unterrichtsstätte war das sogenannte „Wippermann-Haus“ am Wiedenbrücker Markt, in dem die Schüler zunächst von zwei Lehrern in Grammatica, Syntaxis und Rhetorica unterrichtet wurden. In erster Linie wurde Latein gelehrt, um die Schüler innerhalb von fünf Jahren zu befähigen, Verse und Prosa in klassischem Latein zu verfassen. Ende 1639, also nur 2 Jahre nach ihrer Eröffnung, ist die Hohe Schule vom Wippermann-Haus am Markt in ein Haus der Stadt am Kirchplatz verlegt worden, das vorher einem „Johan Tuman“ gehört hatte. Die Verlegung war notwendig, weil damals für den „Obristwachtmeister Remondt“ ein Quartier benötigt wurde. Um 1651 hatte das Gymnasium bereits etwa 50 Schüler, diese Zahl blieb bis zum Anfang des 20. Jahrhunderts die durchschnittliche Schülerzahl.
Nach dem Abriss des baufälligen Gebäudes wurde im Jahr 1737 dann ein neu errichtetes Schulgebäude am Kirchplatz bezogen.
Im Laufe der Säkularisation ging um 1817 die Zahl der Schüler bis auf zwölf zurück. Die zuständige Regierung in Minden verfügte die Auflösung der Schule. Dem traten allerdings die Wiedenbrücker Geistlichen in einem Protestschreiben entgegen, die das Bildungsniveau der Schule betonten. Inzwischen gehörten neben der lateinischen Sprache auch deutsche und französische Grammatik, Poesie und Rhetorik sowie die „übrigen wissenschaftlichen Fächer“ zum Unterrichtsstoff. Der Protest war erfolgreich, die Schule durfte weiter bestehen. Die Schule hatte aber weiterhin nur sehr geringe Schülerzahlen aufzuweisen, nach der vorübergehenden Umbildung in eine Bürgerschule mit einer Selecta (gehobene Klasse) wurde das Gymnasium Marianum 1832 geschlossen.

### Rektoratsschule
Bereits 1837 erfolgte allerdings die Neueröffnung als Selecta (gehobene Klasse) in Verbindung mit der örtlichen Volksschule. Diese wurde 1857 wieder von der Elementarschule getrennt und unter Leitung eines geistlichen Lehrers als Rektoratsschule weitergeführt. Ihre Aufgaben sollten sein, die unteren Gymnasialklassen zu vertreten, in 30 Wochenstunden wurden Religionslehre, Mathematik, Weltgeschichte, Geographie, Naturgeschichte, Deutsch, Latein, Griechisch und Französisch sowie Zeichnen, Schönschreiben und „Gesange“ gelehrt.
1858 wurde von der Regierung für die neue Schule ein neues Gebäude an der Ecke Lichte Straße/Himmelreich zur Verfügung gestellt, welches 1868 durch einen Neubau ersetzt wurde. Im ehemaligen Schulgebäude war hinfort die Knaben-Volksschule untergebracht. Im Jahr 1868 wurden in der Rektoratsschule 71 Schüler von 3 Lehrern unterrichtet. Die Schule hatte sich das Ziel gesetzt, den Schülern den Übergang zur Sekunda eines altsprachlichen Gymnasiums oder eines Realgymnasiums zu ermöglichen, so dass außerhalb des regulären Lehrplanes privat Griechisch- und Englischunterricht angeboten wurde. Offiziell wurde Griechisch allerdings erst ab 1893, Englisch ab 1918 in den Lehrplan aufgenommen.
Im Jahr 1906 erfolgte der Umzug der Rektoratsschule in ein neu errichtetes Schulhaus am Friedhofsweg, das noch heute den Kern des Ratsgymnasiums bildet. Hier stiegen nun auch die Schülerzahlen an, in den Jahren bis 1939 wurden durchschnittlich 80–100 Jungen unterrichtet. Das ehemalige Schulgebäude wurde Sitz der höheren Mädchenschule (spätere Luise-Hensel-Schule).
Die Abschlussprüfung der Obertertianer wurde von den Direktoren der benachbarten Progymnasien bzw. Gymnasien in Rietberg (Progymnasium Nepomucenum) bzw. Warendorf (Gymnasium Laurentianum) abgenommen, so dass die Schüler ohne Aufnahmeprüfung den Besuch eines der Gymnasien anschließen konnten. Im Jahr 1937 wurden die Lehrpläne umgestellt, so dass nun Englisch als erste Fremdsprache unterrichtet wurde.
Im Schuljahr 1939/40 wurde die Luise-Hensel-Schule (höhere Mädchenschule) aufgelöst, von nun an wurden an der Rektoratsschule Jungen und Mädchen gemeinsam unterrichtet. Die bislang noch in der Rektoratsschule untergebrachten Volksschulklassen zogen in das Gebäude der Luise-Hensel-Schule um. Im ersten Schuljahr wurden 102 Jungen und 56 Mädchen unterrichtet.
Nach dem Zweiten Weltkrieg wurde im Jahr 1946 der Unterricht wieder aufgenommen. Wie vor 1937 wurde wieder Latein als erste Fremdsprache unterrichtet. Erst 1966 sollte wieder Englisch als erste Fremdsprache angeboten werden.

### Städtisches Gymnasium / Ratsgymnasium
1947 musste die Schule, die inzwischen bereits über eine Untersekunda verfügte, aus Raummangel erweitert werden. 1949 war der Neubau zweier weiterer Klassenräume beendet, außerdem kamen drei weitere Räume als Fach- und Konferenzräume hinzu. 1955 erfolgte ein weiterer Erweiterungsbau, da das Gymnasium als Städtisches Gymnasium zum Vollgymnasium ausgebaut werden sollte. Aufgrund weiter wachsender Schülerzahlen (schon zwischen 1951 und 1965 stieg die Anzahl der Abiturienten von 22 auf 37 an, nach Einrichtung des Vollgymnasiums stieg die Schülerzahl bis auf ca. 900 im Jahr 1980 an) fanden in den Jahren 1965, 1972, 1982, 2000 und 2004 weitere Erweiterungsbauten statt. Im Jahr 1971 erfolgte die Entscheidung für den neuen Namen Ratsgymnasium, der durch Ratsbeschluss vom 30. Mai 1972 als Ratsgymnasium Rheda-Wiedenbrück rechtskräftig wurde.

### Schülerzahlen
| Schuljahr | Schüler |
| --------- | ------- |
| 1934/35   | 79      |
| 1935/36   | 76      |
| 1936/37   | 76      |
| 1937/38   | 78      |
| 1938/39   | 82      |
| 1939/40   | 158     |
| 1940/41   | 158     |
| 1941/42   | 164     |
| 1942/43   | 191     |
| 1943/44   | 258     |

| Schuljahr | Schüler |
| --------- | ------- |
| 1944/45   | 304     |
| 1946/47   | 321     |
| 1947/48   | 369     |
| 1948/49   | 366     |
| 1949/50   | 356     |
| 1950/51   | 336     |
| 1951/52   | 339     |
| 1952/53   | 343     |
| 1953/54   | 348     |

| Schuljahr | Schüler |
| --------- | ------- |
| 1954/55   | 347     |
| 1955/56   | 355     |
| 1956/57   | 359     |
| 1957/58   | 367     |
| 1958/59   | 380     |
| 1959/60   | 412     |
| 1960/61   | 443     |
| 1961/62   | 468     |
| 1962/63   | 488     |
| 1963/64   | 525     |

| Schuljahr | Schüler |
| --------- | ------- |
| 1964/65   | 558     |
| 1965/66   | 603     |
| 1966      | 635     |
| 1966/67   | 687     |
| 1967/68   | 784     |
| 1968/69   | 829     |
| 1969/70   | 845     |
| 1970/71   | 848     |
| 1971/72   | 814     |
| 1972/73   | 832     |
| 1973/74   | 834     |

| Schuljahr | Schüler |
| --------- | ------- |
| 1974/75   | 844     |
| 1975/76   | 853     |
| 1976/77   | 848     |
| 1977/78   | 825     |
| 1978/79   | 853     |
| 1979/80   | 883     |
| 1980/81   | 891     |
| 1981/82   | 897     |
| 1982/83   | 885     |
| 1983/84   | 828     |

| Schuljahr | Schüler |
| --------- | ------- |
| 1984/85   | 791     |
| 1985/86   | 753     |
| 1986/87   | 717     |

## Ratsgymnasium II
Unter dem Ratsgymnasium II wird die Zweigstelle der Schule im Gebäude der ehemaligen Michael-Ende-Grundschule, Wiedenbrück, verstanden. Die Schule nutzte das Gebäude bereits im Zeitraum von 2011 bis 2015 als Provisorium. Nach umfangreichen Kernsanierungs- und Umbaumaßnahmen gehört das Gebäude seit dem Schuljahr 2018/19 regulär zum Ratsgymnasium. Die Erprobungsstufe, die Klassen 5 und 6, werden hier unterrichtet.

## Neuere Ausstattung
Das Ratsgymnasium verfügt über zwei Informatik- und Biologieräume sowie jeweils zwei Physik- und Chemieräume. Die Physikräume wurden Ende 2011 komplett renoviert. In den darauf folgenden Jahren wurden die Erdkunde, Kunst- und Biologieräume saniert. Aus Spendengeldern ist in den Jahren zuvor eine Schülerbibliothek entstanden.  Geleitet wird diese als Mediothek bezeichnete Bibliothek von einigen Lehrern und Acht- bis Zwölftklässlern. Die Mensa ist seit dem 9. Mai 2011 in Betrieb. In der Mensa finden incl. Oberstufenraum 200 Personen Platz. Im Ratsgymnasium II stehen ein Naturwissenschaftsraum, ein Kunst- sowie Musikraum zur Verfügung. Auch hier gibt es eine Bibliothek.